# 1979 Голяма награда на САЩ
1979 Голяма награда на САЩ е 21-вото за Голямата награда на САЩ и петнадесети последен кръг от сезон 1979 във Формула 1, провежда се на 7 октомври 1979 година на пистата Уоткинс Глен, Уоткинс Глен, Ню Йорк, САЩ.

## Репортаж
В петък дъждът е достатъчно силен, че само няколко болида излязоха на трасето в Уоткинс Глен, за да запишат време. От тези които са излезли на трасето, Жил Вилньов с Ферари записа време, девет секунди по-добро от останалите. Времето по време на съботната сесия е слънчево, и Алън Джоунс с Уилямс записа време от 1:35.615, което го уреди пол-позиция. Голямата изненада обаче дойде от Нелсън Пикет с Брабам. Бразилецът записа време, 1.3 секунди по-бавен от това на Джоунс, което го уреди място на първа редица до австралиеца. След тях са Жак Лафит с Лижие, Вилньов, Карлос Ройтеман с Лотус, Клей Регацони с Уилямс, пилотите на Рено Жан-Пиер Жабуй и Рене Арну, Рикардо Зунино с Брабам (като това е второ състезание за аржентинеца, след като замести отказалия се Ники Лауда) и Дидие Пирони с Тирел. Новият световен шампион, Джоди Шектър имаше проблем с двигателя по неговия състезателен болид и след това имаше проблем с трафика, карайки резервния си болид, което уреди 16-о място, позиция пред миналогодишния шампион, Марио Андрети.
Предвижданията за състезанието в неделя, бяха 50 % дъжд. Двайсет минути преди старта заваля дъжд, което принуди всички пилоти (с изключение на само двама) да започнат състезанието с мокри гуми.
Пикет който започна състезанието с гуми за сух асфалт, загуби втората си позиция, докато Жил Вилньов поведе към първия завой, след добър старт. Шектър взе външната линия към първия завой, но е избутан към тревата и трябваше да изчака цялата колона да мине за да продължи. Кеке Розберг загуби контрола върху своя Волф, след което продължи. Това обаче прати Бруно Джакомели извън трасето и да отпадне с подвито кормилно рамо. Класирането след първата обиколка е Вилньов, Джоунс, Ройтеман, Лафит, Жабуй, Регацони, Арну, Пирони, Джон Уотсън и Жан-Пиер Жарие. След само две обиколки преднината на Вилньов пред Джоунс е пет секунди.
След втората обиколка, Джаки Икс в своето последно състезание във Формула 1, е 12-и след като стартира 24-ти. В битката си за по-предна позиция белгиеца удари отзад Тирел-а на третия им пилот, Дерек Дейли и също преунастонови своето участието. Обиколка по-късно крахът на Лижие е пълен, след като Жак Лафит също отпадна от пета позиция, след завъртане на същото място. Ройтеман катастрофира в седмата обиколка от трета позиция, след като неговата пожарогасителна система се откачи. Другият Лотус, пилотиран от Андрети разбра че рискът да започне със сухи гуми не проработи и той спря в бокса за мокри гуми. Той се върна 20-и, преди да отпадне с проблем по скоростната кутия.
Шектър спря в края на 20-а обиколка за смяна от мокри на сухи гуми, след като е трети в един момент от състезанието. Сравненията между него и Вилньов по обиколки, помогна на механиците от Ферари да решат кога да кажат на канадеца да влезе в бокса. Междувременно Розберг и Пирони се бореха за осма позиция. Финландеца се опита да изпревари Тирел-а от вътрешната страна, но не задържа линията което запрати право към Пирони. Последва удар между двамата, от който Розберг отпадна поради повредена скоростна кутия, докато Пирони продължи надпреварата. Жабуй спря след 24 обиколки заради повреда по двигателя. Това прати Арну на трета позиция, пред Дейли, Шектър и Ханс-Йоахим Щук с АТС.
Джоунс намали разликата между него и Вилньов, след като трасето започна да изсъхва. В 31-вата обиколка австралиеца изпревари Ферари-то на Вилньов. Канадецът реши да спре за смяна гуми в 34-та обиколка и излезе на почти 40 секунди от австралиеца. Механиците на Уилямс очакваха да сложат сухи гуми за Джоунс, след като влезе три обиколки по-късно. След известно затруднение по премахването на задна дясна гума, Джоунс излезе от бокса, преди задна дясна гума която не е монтирана от механика, да се откачи от болида. Джоунс отпадна, сложейки край на шансовете за победа (съотборникът му Клей Регацони, отпадна по-рано след контакт с Нелсън Пикет).
Вилньов вече води пред Джоди Шектър с почти обиколка. Арну загуби две позиции, след престоя си в бокса, но си върна третата си позиция пред Дейли и Пирони за две обиколки. Състезанието за Шектър е преустановено, след като задна лява гума се разкъса, като само девет болида останаха в състезанието. Вилньов имаше огромна преднина пред вече втория в състезанието Рене Арну, че дори си позволи да намали скоростта, което даде шанс на Дейли (затворен с обиколка на 4-та позиция) да го изпревари. Ирландецът в опита си да преследва Пирони, завъртя своя Тирел, и до отпадане. Същото това стори и Пикет, след като постигна най-бърза обиколка в опита си да настигне Макларън-а на Джон Уотсън със счупена трансмисия.
Елио де Анджелис и Ханс-Йоахим Щук изпревариха Вилньов, който имаше 48 секунди преднина пред Арну до финала. Самият Вилньов разкри, че причината той да кара бавно в последните 25 обиколки, е поради проблем в налягането на маслото. Това е трета победа за Вилньов като се изравни по победи с Джоди Шектър и гарантира първо и второ място в шампионата при пилотите.

## Класиране
| Поз | No | Пилот             | Конструктор    | Оби. | Време/Отпадане | Място | Точки |
| --- | -- | ----------------- | -------------- | ---- | -------------- | ----- | ----- |
| 1   | 12 | Жил Вилньов       | Ферари         | 59   | 1:52:17.734    | 3     | 9     |
| 2   | 16 | Рене Арну         | Рено           | 59   | +48.787        | 7     | 6     |
| 3   | 3  | Дидие Пирони      | Тирел-Форд     | 59   | +53.199        | 10    | 4     |
| 4   | 18 | Елио де Анджелис  | Шадоу-Форд     | 59   | +1:30.512      | 20    | 3     |
| 5   | 9  | Ханс-Йоахим Щук   | АТС-Форд       | 59   | +1:41.259      | 14    | 2     |
| 6   | 7  | Джон Уотсън       | Макларън-Форд  | 58   | +1 Об.         | 13    | 1     |
| 7   | 14 | Емерсон Фитипалди | Фитипалди-Форд | 54   | +5 Об.         | 23    |       |
| Отп | 6  | Нелсън Пикет      | Брабам-Форд    | 53   | Трансмисия     | 2     |       |
| Отп | 33 | Дерек Дейли       | Тирел-Форд     | 52   | Завъртане      | 15    |       |
| Отп | 11 | Джоди Шектър      | Ферари         | 48   | Гума           | 16    |       |
| Отп | 29 | Рикардо Патрезе   | Ероуз-Форд     | 44   | Окачване       | 19    |       |
| Отп | 27 | Алън Джоунс       | Уилямс-Форд    | 36   | Колело         | 1     |       |
| Отп | 22 | Марк Сюрер        | Инсайн-Форд    | 32   | Двигател       | 21    |       |
| Отп | 28 | Клей Регацони     | Уилямс-Форд    | 29   | Инцидент       | 5     |       |
| Отп | 5  | Рикардо Зунино    | Брабам-Форд    | 25   | Завъртане      | 9     |       |
| Отп | 15 | Жан-Пиер Жабуй    | Рено           | 24   | Двигател       | 8     |       |
| Отп | 20 | Кеке Розберг      | Волф-Форд      | 20   | Инцидент       | 12    |       |
| Отп | 8  | Патрик Тамбе      | Макларън-Форд  | 20   | Двигател       | 22    |       |
| Отп | 4  | Жан-Пиер Жарие    | Тирел-Форд     | 18   | Инцидент       | 11    |       |
| Отп | 1  | Марио Андрети     | Лотус-Форд     | 16   | Ск.кутия       | 17    |       |
| Отп | 2  | Карлос Ройтеман   | Лотус-Форд     | 6    | Завъртане      | 6     |       |
| Отп | 26 | Жак Лафит         | Лижие-Форд     | 3    | Завъртане      | 4     |       |
| Отп | 25 | Джаки Икс         | Лижие-Форд     | 2    | Завъртане      | 24    |       |
| Отп | 35 | Бруно Джакомели   | Алфа Ромео     | 0    | Завъртане      | 18    |       |
| НКв | 36 | Виторио Брамбила  | Алфа Ромео     |      |                |       |       |
| НКв | 30 | Йохен Мас         | Ероуз-Форд     |      |                |       |       |
| НКв | 17 | Ян Ламерс         | Шадоу-Форд     |      |                |       |       |
| НКв | 31 | Ектор Ребаке      | Ребаке-Форд    |      |                |       |       |
| НКв | 19 | Алекс Рибейро     | Фитипалди-Форд |      |                |       |       |
| НКв | 24 | Артуро Мерцарио   | Мерцарио-Форд  |      |                |       |       |

## Класиране след състезанието
| Поз | Пилот           | Точки   |
| --- | --------------- | ------- |
| 1   | Джоди Шектър    | 51 (60) |
| 2   | Жил Вилньов     | 47 (53) |
| 3   | Алън Джоунс     | 40 (43) |
| 4   | Жак Лафит       | 36      |
| 5   | Клей Регацони   | 29 (32) |
| 6   | Карлос Ройтеман | 20 (25) |
| 7   | Патрик Депайе   | 20 (22) |
| 8   | Рене Арну       | 17      |
| 9   | Джон Уотсън     | 15      |
| 10  | Дидие Пирони    | 14      |

| Поз | Конструктор       | Точки |
| --- | ----------------- | ----- |
| 1   | Ферари            | 113   |
| 2   | Уилямс-Форд       | 75    |
| 3   | Лижие-Форд        | 61    |
| 4   | Лотус-Форд        | 39    |
| 5   | Тирел-Форд        | 28    |
| 6   | Рено              | 26    |
| 7   | Макларън-Форд     | 15    |
| 8   | Брабам-Алфа Ромео | 7     |
| 9   | Ероуз-Форд        | 5     |
| 10  | Шадоу-Форд        | 3     |